# Laserpistol

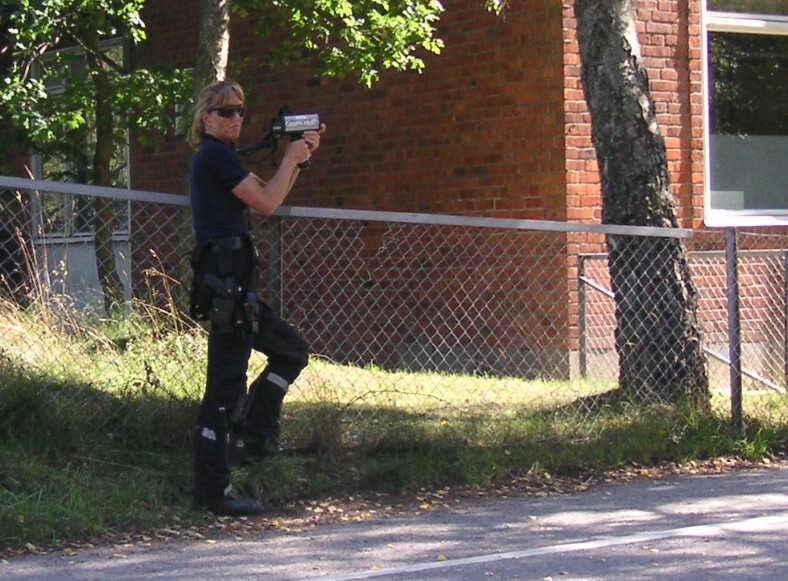
Hastighetskontroll med laserpistol vid en skola.

En laserpistol är ett mätinstrument för kontroll av hastighetsbegränsningen på vägar. Laserpistolen kommer till användning när polisen gör mobila hastighetskontroller vid exempelvis skolor och daghem.
Principen bygger på att laserpistolen sänder ut korta pulser (à 10-20 nanosekunder) med infrarött laserljus. Ljuset reflekteras av objektet (fordonet som skall mätas) tillbaka till laserpistolen, som räknar ut avståndet till objektet. Genom en mängd mätningar under mycket kort tid bestämmer laserpistolen ändringen av avståndet och kan därmed beräkna objektets hastighet.
Hastighetsmätning med laserpistol kan utföras upp till 1 000 meter från mätobjektet. Vid det avståndet är mätområdet cirka 0,5 meter i diameter. I regel reflekterar fordonets registreringsskylt den största delen av laserljuset tillbaka till laserpistolen.